# Phyllobrotica costipennis
Phyllobrotica costipennis es una especie de insecto coleóptero de la familia Chrysomelidae. Fue descrita en 1893 por Horn.
Se encuentra en Norteamérica.